# Charaxes rydoni
Charaxes rydoni är en fjärilsart som beskrevs av Van Someren 1967. Charaxes rydoni ingår i släktet Charaxes och familjen praktfjärilar. Inga underarter finns listade i Catalogue of Life.